# مراكز مكافحة التلوث البترولي البحري
مراكز مكافحة التلوث البترولي البحري، هي مراكز مصرية، تم إنشائها في آواخر الثمانيات، لمكافحة التلوث البحري، الناجم عن الأنشطه البتروليه المختلفة، وحركة الناقلات البترولية بالمياه الاقليميه، وهي عباره عن أربع مراكز، تغطي جميع السواحل المصرية.

## أهمية مراكز مكافحة التلوث البترولي البحري
هذه المراكز لها أهمية حيويه شديده للمحافظه على المياه الاقليمية من مخاطر التلوثات البتروليه نتيجة الأنشطة البتروليه أو حركة الناقلات و السفن داخل قناة السويس بما تمثله من تهديد شديد الخطورة من النواحي الآتيه :
- اقتصاديه (الثروة السمكيه – محطات التحلية – مآخذ مياه تبريد محطات توليد الكهرباء ومياه تبريد المصانع)
- سياحيه (تهديد الشواطئ السياحية، المنتجعات، الفنادق)
- بيئية ( تلوث المياه، تهديد الشعب المرجانيه، الأحياء المائية)
- تلوث مياه نهر النيل (مورد مصر الحيوي)

## سبب إنشائها
وقد تم إنشاء هذه المراكز، نتيجة توقيع مصر على الاتفاقيات الدولية الآتيه:
- اتفاقية التعاون والاستعداد الدولي
- اتفاقية منع التلوث [2]
- الإتفاقيه الإقليمية للمحافظه على مياه البحر الأحمر وخليج عدن[3]